# Cillas
Cillas es una localidad española del municipio de Rueda de la Sierra, perteneciente a la provincia de Guadalajara, en la comunidad autónoma de Castilla-La Mancha.

## Toponimia
Etimológicamente, el nombre significa 'en las faldas del cerro'.

## Historia
Fue poblada en el siglo XII. Hacia mediados del siglo XIX, el lugar, por entonces con ayuntamiento propio, tenía contabilizada una población de 132 habitantes. La localidad aparece descrita en el sexto volumen del Diccionario geográfico-estadístico-histórico de España y sus posesiones de Ultramar de Pascual Madoz de la siguiente manera:

CILLAS: l. con ayunt. en la prov. de Guadalajara (20 leg.), part. jud. de Molina (3), and. terr. de Madrid (30), c. g. de Castilla la Nueva, dióc de Sigüenza (13): sit. en las faldas de un pequeño cerro, con clima frio y propenso á fluxiones: tiene 60 casas; la de ayunt. en la que se halla la cárcel y escuela de instruccion primaria, á cargo de un maestro sin mas dotacion que las retribuciones de los 32 alumnos que asisten; y una igl. parr. (La invencion de la Sta. Cruz) servida por un cura de provision real y ordinaria. Confina el term. N. Torrubia; E. Rueda; S. Tortuera, y O. Pardos; dentro de él se encuentra una charca cuyas aguas parte son manantiales y parte llovedizas; un pequeño paseo con arboles recien plantados, una fuente de buenas aguas que provee al vecindario, y á sus inmediaciones una pradera con 50 olmos, la ermita de Ntra. Sra. de la Soledad y la de la Concepcion: el terreno participa de monte y llano y es de regular calidad; comprende un monte poblado de chaparro y mata baja. caminos, los locales, de herradura en regular estado. correo: se recibe y despacha dos veces á la semana, en la adm. de Molina. prod.: trigo, cebada, centeno, avena, guisantes y yeros; cria ganado lanar, algo de cabrio, vacuno y de cerda, caza de liebres, conejos y perdices. ind.: la agricola y la arrieria. comercio: esportacion de algun ganado y frutos sobrantes é importacion de los art. que faltan. pobl.: 51 vec., 132 alm. cap. prod.: 992,230 rs. imp.: 62,300 rs. contr.: 2,969 rs.
(Madoz, 1847, p. 402)

El municipio de Cillas desapareció en 1970, al fusionarse con el de Rueda de la Sierra. En 2015 tenía una población de 16 habitantes según los datos oficiales del INE. Tiene unas 60 casas, distribuidas entre la calle Cerro y la calle Serna. 

## Demografía
| Gráfica de evolución demográfica de Cillas entre 1842 y 1960 |
| |
| Población de derecho según los censos de población del INE Población de hecho según los censos de población del INEEntre el censo de 1970 y el anterior, este municipio desaparece porque se integra en el municipio Rueda de la Sierra |

## Monumentos
- Pairón de la Virgen.
- Caserío con palacio nobiliario.

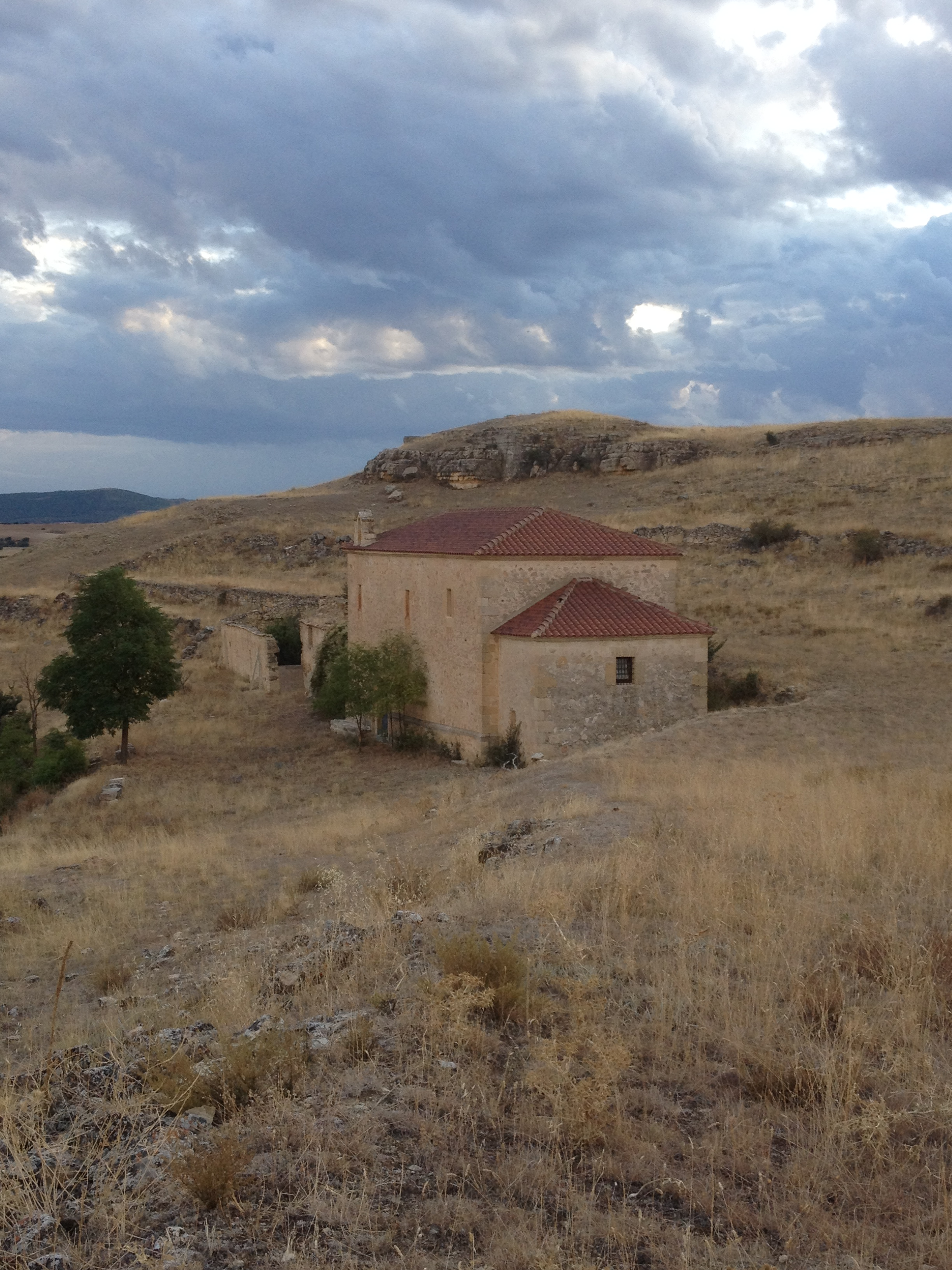
En el santuario de la Concepción es un sitio clave se reunían los representantes de los ayuntamientos de la Sexma del Campo, para su participación en La Casa de La Común.

- Santuario, o ermita de la Soledad y la Concepción.
- Iglesia de la Santa Cruz.

## Fiestas
Fiestas San Pedro, primer fin de semana de julio.